# 반도 타마사부로 (5대)
5대 반도 타마사부로 (일본어: 五代目 坂東玉三郎 ごだいめ ばんどう たまさぶろう[*], 1950년 (쇼와 25년) 4월 25일 - )는 일본의 가부키 배우이자 영화 감독이자 연출가이다. 가부키 묘세키 "반도 타마사부로"의 당대이다. 야고는 야마토야이다. 정문은 하나카츠미(花勝見), 카에몬(替紋)은 노시비시(熨斗菱)이다. 중요무형문화재 보유자 (인간국보)이다. 일본예술원 회원이다. 무사시노 음악대학 특별 초빙교수이다.
14대 모리타 칸야의 양자이며, 본명은 모리타 신이치(守田 伸一), 통칭은 모리타 신이치(守田 親市)이다. 양자가 되기 전의 성은 니레하라(楡原)이다. 공식 신장 174cm, 체중 61kg, 혈액형은 B형이다.